# Жуган Микола Павлович
Мико́ла Па́влович Жуга́н (23 лютого 1917 — 22 червня 2017) — радянський військовий льотчик часів Другої світової війни, командир авіаційної ланки 10-го гвардійського авіаційного полку 3-ї гвардійської авіаційної дивізії 3-го гвардійського авіаційного корпусу авіації далекої дії (АДД), гвардії капітан. Герой Радянського Союзу (1944). Почесний громадянин міста Краснодара (09.09.1993).

## Життєпис
Народився в селі Миколаївка перша (Ганське), волосному центрі Ананьївського повіту Херсонської губернії (нині — Ширяївський район Одеської області) в селянській родині. Українець. Після закінчення семирічки працював обліковцем у радгоспі «Осипівський», а з 1936 року — токарем на одеському заводі «Червоний профінтерн».
До лав РСЧА призваний у січні 1938 року. У тому ж році закінчив Одеську військову авіаційну школу льотчиків. Учасник німецько-радянської війни з червня 1941 року. Воював у частинах авіації далекої дії на різних фронтах. Член ВКП(б) з 1942 року.
До квітня 1944 року гвардії капітан М. П. Жуган здійснив 242 бойових вильоти, з них 228 — вночі, у тому числі 10 — на бомбардування військово-промислових об'єктів у глибокому тилу супротивника (Кенігсберг, Інстербург, Тільзіт, Гельсінкі).
Війну закінчив на посаді командира ескадрильї 226-го гвардійського бомбардувального авіаційного полку 13-ї гвардійської бомбардувальної авіаційної дивізії 2-го гвардійського бомбардувального авіаційного корпусу 18-ї повітряної армії. Всього за роки війни здійснив 310 бойових вильотів з бойовим нальотом 1140 годин.
Після закінчення війни продовжив військову службу в частинах ВПС СРСР. У 1949 році закінчив Вищу офіцерську льотно-тактичну школу, у 1958 році — Вищі академічні курси при Військовій академії Генштабу. Командував бомбардувальною авіаційною дивізією. У 1960 році генерал-майор авіації М. П. Жуган вийшов у запас.
Мешкав в місті Краснодарі (Росія).

## Нагороди
Указом Президії Верховної Ради СРСР від 19 серпня 1944 року за зразкове виконання бойових завдань командування на фронті боротьби з німецькими загарбниками та виявлені при цьому відвагу і героїзм, гвардії капітанові Жугану Миколі Павловичу присвоєне звання Героя Радянського Союзу з врученням ордена Леніна і медалі «Золота Зірка» (№ 4362).
Нагороджений трьома орденами Леніна, двома Червоного Прапора, орденами Олександра Невського, Вітчизняної війни 1-го ступеня, Червоної Зірки і медалями.